# Aznar canta Brasil
Aznar canta Brasil es un álbum doble grabado en directo en el Teatro ND/Ateneo de la ciudad de Buenos Aires en febrero de 2005. Demuestra la madurez de Pedro Aznar como intérprete, lanzándose sin red sobre un repertorio complejo. 
Desde temas de Milton Nascimento («Invento el mar»), a Lenine («Alcira y la torre»), pasando por Caetano Veloso («Quereres»), Vinicius de Moraes («Rosa de Hiroshima»), Egberto Gismonti («Agua y vino»), Cazuza («Ideología»), Gilberto Gil («La paz»), Herbert Vianna («Faro de los ahogados») y Chico Buarque («Mi gurí»), este trabajo de Aznar traza un panorama personal y basado en gustos propios sobre la canción brasileña desde la década de 1960 en adelante.

## Grabación
Aznar canta Brasil fue grabado en vivo en el Teatro ND/Ateneo de la ciudad de Buenos Aires en febrero de 2005. Fue publicado en formato de CD doble y DVD por el sello independiente Tabriz Music, con distribución de DBN.
En este material, Aznar interpreta en español un puñado de canciones de artistas brasileños. Todas las adaptaciones al español fueron realizadas por el propio músico, con excepción de «Faro de los ahogados», a cargo de su propio autor, Herbert Vianna, líder de Os Paralamas Do Sucesso.
En las adaptaciones, incluso se toma libertades como cambiar la geografía de ciertas situaciones ("Alcira tomando ginebra de frente a la plaza San Martín", dice en «Alcira y la torre», de Lenine), construyendo una suerte de historia personal de su relación con la música brasileña.
"La música brasileña es muy fértil y extremadamente vital, es un gran ejemplo para toda la cultura latinoamericana, Brasil es un gran irradiador cultural y de la música en particular, además tuvo grandes artistas y pensadores de la música. elementos contemporáneos populares y de renovación. Creo que esa es gran parte de su inmensa riqueza", dijo Aznar.

## Lista de canciones

### Disco 1
| N.º   | Título                                                  | Escritor(es)                          | Duración |  |
| 1.    | «La luna giró» (A luna girou)                           | Tradicional                           | 2:10     |  |
| 2.    | «Invento el mar» (Cais)                                 | Milton Nascimento, Ronaldo Bastos     | 6:25     |  |
| 3.    | «Alcita y la torre» (Alzira e a torre)                  | Lenine, Queiroga                      | 6:51     |  |
| 4.    | «Quereres» (O quereres)                                 | Caetano Veloso                        | 2:37     |  |
| 5.    | «Rosa de Hiroshima»                                     | Gerson Conrad, Vinicius de Moraes     | 3:05     |  |
| 6.    | «Balada triste»                                         | Dalton Vogeler, Esoras Silva          | 3:26     |  |
| 7.    | «Continuidad de los parques» (Continuidade dos parques) | Egberto Gismonti                      | 2:54     |  |
| 8.    | «Agua y vino» (Agua e vinho)                            | Egberto Gismonti, Geraldo Carneiro    | 2:36     |  |
| 9.    | «Ideoligía»                                             | Frejat, Cazuza                        | 4:04     |  |
| 10.   | «Flores horizontales» (Flores horizontais)              | Jose Miguel Wisnik, Oswald De Andrade | 6:36     |  |
| 11.   | «La Paz» (A paz)                                        | Gilberto Gil, João Donato             | 4:47     |  |
| 12.   | «Lindeza»                                               | Caetano Veloso                        | 6:08     |  |
| 50:44 |                                                         |                                       |          |  |

### Disco 2
| N.º   | Título                                                       | Escritor(es)                                | Duración |  |
| 1.    | «Para qué discutir con Madame» (Pra que discutir com Madame) | Janet de Almeida, Haroldo Barbosa           | 4:01     |  |
| 2.    | «Dindi»                                                      | Antonio Carlos Jobim, Aloysio de Oliveira   | 5:24     |  |
| 3.    | «Beso partido» (Beijo partido)                               | Toninho Horta                               | 4:14     |  |
| 4.    | «Chiquillo» (Menino)                                         | Milton Nascimento, Ronaldo Bastos           | 2:20     |  |
| 5.    | «Milagro de los peces» (Milagre dos peixes)                  | Milton Nascimento, Fernando Brant           | 3:56     |  |
| 6.    | «Faro de los ahogados» (Linterna de los afogados)            | Herbert Vianna                              | 3:29     |  |
| 7.    | «La carne» (A carne)                                         | Marcelo Yuka, Seu Jorge, Wilson Cappellette | 5:24     |  |
| 8.    | «Fe ciega, faca afilada» (Fe cega, faca amolada)             | Milton Nascimento, Ronaldo Bastos           | 7:04     |  |
| 9.    | «Mi gurí» (O meu guri)                                       | Chico Buarque                               | 4:32     |  |
| 10.   | «Alcira y la torre (Bis)» (Alzira e a torre)                 | Lenine, Queiroga                            | 6:41     |  |
| 11.   | «Polichinela» (Polichinelo)                                  | Egberto Gismonti                            | 1:50     |  |
| 49:01 |                                                              |                                             |          |  |

## Músicos
- Pedro Aznar: Voz, bajo y guitarra.
- Andrés Beeuwsaert: Teclados y voz.
- Facundo Guevara: Percusión.

### Invitado especial
- Juan Cruz De Urquiza: Trompeta, flugelhorn.[1]

## Ficha técnica
- Producción: Pedro Aznar.
- Grabado en vivo en el Teatro ND/Ateneo de la ciudad de Buenos Aires en febrero de 2005, en ProTools de alta definición.
- Ingeniero de grabación: Ariel Lavigna. Asistentes: Santiago Giacone, Mariano Jorajuria y Gustavo Rodríguez Lastra.
- Mezcla: Pedro Aznar en Marina Sound.
- Masterización: Andrés Mayo en Mr. Master de Buenos Aires. Asistente: Max Scenna.

- Datos: Q56208890

1. 1 2  Booklet del CD.
2. ↑  Claudio Kleiman  (Rolling Stone Argentina) (1 de enero de 2006). «Críticas: Aznar canta Brasil». Archivado desde el original el 29 de julio de 2018. Consultado el 28 de julio de 2018.
3. ↑  Folha de São Paulo (16 de mayo de 2006). «Cantor argentino inicia turnê "Aznar canta Brasil"» (en portugués).